# Álder Escobar Forero
Álder Escobar Forero (* 11. März 1977 in Kolumbien) ist ein kolumbianischer Schachspieler.
Die kolumbianische Einzelmeisterschaft konnte er 2007 in Cartagena gewinnen. Er spielte für Kolumbien bei fünf Schacholympiaden: 2006 bis 2012 und 2016. Außerdem nahm er an den panamerikanischen Mannschaftsmeisterschaften (2008 und 2010) teil.
Beim Schach-Weltpokal 2019 in Chanty-Mansijsk scheiterte er in der ersten Runde an Leinier Domínguez.
Im Jahre 1997 wurde ihm der Titel Internationaler Meister (IM) verliehen. Der Großmeister-Titel (GM) wurde ihm 2014 verliehen.
| Hier fehlt eine Grafik, die leider im Moment aus technischen Gründen nicht angezeigt werden kann. Wir arbeiten daran! |